# Comuna Predeal-Sărari, Prahova
Predeal-Sărari (în trecut, Predeal) este o comună în județul Prahova, Muntenia, România, formată din satele Bobicești, Poienile, Predeal (reședința), Sărari, Sărățel, Tulburea, Tulburea-Văleni, Vitioara de Sus și Zâmbroaia.

## Așezare
Comuna se află în nord-estul județului, în Subcarpații de Curbură, pe malul stâng al Teleajenului, în dreptul orașului Vălenii de Munte de pe malul opus. Este străbătută de șoseaua județeană DJ219, care o leagă spre vest de Vălenii de Munte (unde se termină în DN1A) și spre est de Ariceștii Zeletin.

## Demografie
Componența etnică a comunei Predeal-Sărari
     Români (95,39%)
     Alte etnii (0%)
     Necunoscută (4,61%)
Componența confesională a comunei Predeal-Sărari
     Ortodocși (93,84%)
     Alte religii (1,18%)
     Necunoscută (4,98%)
Conform recensământului efectuat în 2021, populația comunei Predeal-Sărari se ridică la 2.127 de locuitori, în scădere față de recensământul anterior din 2011, când fuseseră înregistrați 2.337 de locuitori. Majoritatea locuitorilor sunt români (95,39%), iar pentru 4,61% nu se cunoaște apartenența etnică. Din punct de vedere confesional, majoritatea locuitorilor sunt ortodocși (93,84%), iar pentru 4,98% nu se cunoaște apartenența confesională.

## Politică și administrație
Comuna Predeal-Sărari este administrată de un primar și un consiliu local compus din 11 consilieri. Primarul, Gheorghe Purcăroiu[*], de la Partidul Național Liberal, este în funcție din octombrie 2020. Începând cu alegerile locale din 2024, consiliul local are următoarea componență pe partide politice:
|  | Partid                    | Consilieri | Componența Consiliului | Componența Consiliului | Componența Consiliului | Componența Consiliului | Componența Consiliului | Componența Consiliului | Componența Consiliului | Componența Consiliului |
|  | ------------------------- | ---------- | ---------------------- | ---------------------- | ---------------------- | ---------------------- | ---------------------- | ---------------------- | ---------------------- | ---------------------- |
|  | Partidul Național Liberal | 8          |                        |                        |                        |                        |                        |                        |                        |                        |
|  | Partidul Social Democrat  | 3          |                        |                        |                        |                        |                        |                        |                        |                        |

## Istorie
La sfârșitul secolului al XIX-lea, comuna purta numele de Predeal și făcea parte din plaiul Teleajen al județului Prahova, fiind formată din satele Predeal, Tulburea, Zimbroaia și Sărari. În total, populația comunei era de 1308 locuitori, care se ocupau predominant cu agricultura, în special pomicultura (creșterea prunilor mai ales, existând însă și câteva mii de cireși, peri, meri și nuci). În satul Predeal se aflau atunci și o biserică ortodoxă (singura din comună) și școala comunei, înființată în 1885, în care învățau în 1899 48 de elevi. Comuna Opăriți se afla în vecinătatea ei, formată fiind din satele Opăriți, Vitioara și Poiana Copaciului, având un total de 1340 de locuitori și 358 de case, precum și o școală cu 54 de elevi și două biserici ortodoxe — una în satul Opăriți, fondată în 1852 de polcovnicul Moise Mârzescu, Dincă Gogulescu și George Mateescu, și o a doua la Vitioara, fondată în 1841.
În 1925, comuna primise deja numele de Predeal-Sărari, pentru a o deosebi de cealaltă comună Predeal din județul Prahova; ea avea atunci 1592 de locuitori în satele Predeal și Sărari. Comuna Opăriți, cu satele Opăriți, Poiana-Copăceni și Vitioara de Sus, avea tot atunci 2315 locuitori.
În 1950, comunele au trecut la raionul Teleajen al regiunii Prahova, și apoi, din 1952, al regiunii Ploiești. Comuna Opăriți a fost desființată la un moment dat, satele ei (cu excepția satului Poiana Copăceni) trecând la comuna Predeal-Sărari; în 1964, satul Opăriți a luat numele de Poienile. În 1968, comuna Predeal-Sărari a căpătat componența actuală și a fost inclusă din nou în județul Prahova, reînființat.

## Personalități
- Stelian Ghiță-Eftemie, deputat în legislațiile 1990-1992 și 2008-2012